# Мисвилл (город, Миннесота)
Мисвилл (англ. Miesville) — город в округе Дакота, штат Миннесота, США. На площади 4,7 км² (4,7 км² — суша, водоёмов нет), согласно переписи 2002 года, проживают 135 человек. Плотность населения составляет 28,9 чел./км².
- Телефонный код города — 651
- FIPS-код города — 27-42092[1]
- GNIS-идентификатор — 0647830[2]